# Dropbox
Dropbox är en molntjänst med tillhörande klientmjukvara som erbjuder lagringsutrymme av datorfiler över internet. Utrymmet kan exempelvis användas för säkerhetskopiering eller som en delad resurs för fildelning. Den finns både som gratis- och betaltjänst, där den avgörande skillnaden främst är mängden tillgängligt lagringsutrymme online. Mjukvaran för tjänsten är gratis att ladda ned, och finns för operativsystemen IOS, Windows, Blackberry, OS X, Kindle, Linux, samt Android.

## Historia
Företaget grundades 2007 av Drew Houston och Arash Ferdowsi, som vid den tiden var studenter på Massachusetts Institute of Technology (MIT), och som ogillade att vara tvungna att skicka e-post till sig själva då de arbetade vid mer än en dator. Dropbox startade som en renodlad gratistjänst som gav användarna möjlighet att dela innehåll med varandra, var som helst och när som helst. Innehållet kunde då som nu utgöras av exempelvis foton, dokument och videor.
Idag utnyttjas Dropbox av 500 miljoner användare, varav 11 miljoner är betalande kunder i över 180 olika länder. 
Dropbox har rankats som en av de mest värdefulla startups i USA och världen, med en värdering på över 10 miljarder US-dollar.